# Медина, Хосе Мария (футболист)
Хосе Мария Медина (исп. José María Medina; 13 февраля 1921, Пайсанду — 16 октября 2005, Монтевидео) — уругвайский футболист, нападающий. Лучший бомбардир чемпионата Южной Америки 1946 года.

## Карьера
В 1939 году футболист начал играть за «Монтевидео Уондерерс». Благодаря его игре команда несколько раз занимала 3 место в чемпионате. В 1945 году футболист перешёл в «Насьональ», с которым нападающий выиграл чемпионат Уругвая. За клуб он провёл 45 матчей в которых забил 31 мяч. В 1947——1948 годах он играл за «Ньюэллс Олд Бойз» из первого дивизиона Аргентины. В 1949 году нападающий вернулся в «Монтевидео Уондерерс», с которым он вылетел из высшего дивизиона в 1951 году.

## Сборная Уругвая
В 1941 году нападающий провёл один матч за сборную на чемпионате Южной Америки. В 1946 году Хосе сыграл 5 матчей и забил 7 мячей (Боливии — 4, Бразилии — 2, Чили — 1) на чемпионате Южной Америки. Сборная Уругвая заняла 4 место на турнире.

## Достижения
- Чемпион Уругвая: 1946